# U.S. National Championships 1963
Gli U.S. National Championships 1963 (conosciuti oggi come US Open) sono stati l'83ª edizione degli U.S. National Championships e quarta prova stagionale dello Slam per il 1963. I tornei di singolare e doppio misto si sono disputati al West Side Tennis Club nel quartiere di Forest Hills di New York, quelli di doppio maschile e femminile al Longwood Cricket Club di Chestnut Hill, negli Stati Uniti.
Il singolare maschile è stato vinto dal messicano Rafael Osuna, che si è imposto sullo statunitense Frank Froehling in tre set col punteggio di 7–5, 6–4, 6–2. Il singolare femminile è stato vinto dalla brasiliana Maria Bueno, che ha battuto in finale l'australiana Margaret Court. Nel doppio maschile si sono imposti Chuck McKinley e Dennis Ralston. Nel doppio femminile hanno trionfato Robyn Ebbern e Margaret Smith Court. Nel doppio misto la vittoria è andata a Margaret Smith, in coppia con Ken Fletcher.

## Seniors

### Singolare maschile
Rafael Osuna ha battuto in finale  Frank Froehling con il punteggio di 7–5, 6–4, 6–2.

### Singolare femminile
Maria Bueno ha battuto in finale  Margaret Court con il punteggio di 7–5, 6–4.

### Doppio maschile
Chuck McKinley /  Dennis Ralston hanno battuto in finale  Rafael Osuna /  Antonio Palafox con il punteggio di 9–7, 4–6, 5–7, 6–3, 11–9.

### Doppio femminile
Robyn Ebbern /  Margaret Smith Court hanno battuto in finale  Darlene Hard /  Maria Bueno con il punteggio di 4–6, 10–8, 6–3.

### Doppio misto
Margaret Smith /  Ken Fletcher hanno battuto in finale  Judy Tegart /  Ed Rubinoff con il punteggio di 3–6, 8–6, 6–2.